# Klimaschutz im Bundestag
Der Klimaschutz im Bundestag e. V. (vormals Verein für eine nationale CO2-Abgabe (CO2-Abgabe e. V.)) ist ein überregional tätiger gemeinnütziger und überparteilicher Verein und tritt für eine aus seiner Sicht realistische und ambitionierte Klimapolitik ein. Der Verein führt dazu Veranstaltungen und Vorträge durch, vergibt Forschungsaufträge und erstellt eigene Veröffentlichungen zum Thema. Dabei will er vor allem die Praxisperspektive in den Vordergrund stellen und hat das Ziel, parteiübergreifende Gesetzesinitiativen anzustoßen.
Unter den rund 900 Mitgliedern (Stand 2024) sind sowohl natürliche Personen als auch Firmen, Verbände und Kommunen.

## Geschichte und Struktur
Die Gründung erfolgte mit ca. 100 Gründungsmitgliedern am 27. März 2017 als Verein für eine nationale CO2-Abgabe (CO2-Abgabe e. V.) in Freiburg im Breisgau, wo der Verein auch seinen Hauptsitz hat. 2018 wurde zusätzlich ein Büro in Berlin eröffnet.
Der Verein wurde am 21. Mai 2022 in Klimaschutz im Bundestag umbenannt und tritt seitdem mit unterschiedlichen Formaten für eine wirksamere Klimaschutz-Gesetzgebung ein. Er ist eingetragen im deutschen Lobbyregister.
Die Anzahl der Mitglieder beträgt rund 900 (Stand 2024), davon ca. 110 Unternehmen, 21 Vereine und Verbände und mehrere Kommunen (z. B. Erlangen und Freiburg im Breisgau). Neben dem Vorstand entscheidet ein ehrenamtlicher Beirat über die Tätigkeiten des Vereins.

## Positionierung
Bei der Gründung des Vereins als CO2 Abgabe e. V. lag der Fokus auf einer Ablösung der Energiesteuern durch eine Pigousteuer, eine Steuer auf klimaschädliche Emissionen zur Internalisierung externer Kosten. Eine solche CO2-Abgabe ohne jede Ausnahme solle aufkommensneutral erhoben werden, indem im Gegenzug Umlagen und Energiesteuern abgeschafft werden, allen voran die EEG-Umlage und die Stromsteuer. Die genaue Position und verschiedene Szenarien wurden in einem umfangreichen Diskussionspapier dargestellt. Die Vorschläge des Vereins fanden unter anderem Eingang in eine Darstellung der Wissenschaftlichen Dienste des Deutschen Bundestages zu möglichen Modellen einer CO2-Abgabe für Deutschland.
Zur Bundestagswahl 2021 organisierte der Verein die Kampagne #waehlbar2021, bei der alle Kandidierenden sich zu 19 Maßnahmenpaketen des Vereins mit den folgenden Themenbereichen positionieren sollten: Klimaschutz als kommunale Pflichtaufgabe, Bildung, Bilanzierung der Treibhausgase durch die Lieferkette, Kreislaufwirtschaft, Verkehr, Fahrleistungsbezogene PKW-Maut, ein Tempolimit, der Abbau klimaschädlicher Subventionen, eine Steuer- und Umlagenreform, eine Endproduktabgabe für Gütertransport-Emissionen, CO2-Bepreisung, eine Reform des Stromsystems und des Strommarktes, Gasnetze, Landnutzung, Bioökonomie, Kohlenstoffsenken, und Klimadiplomatie. 1.119 der damals Kandidierenden folgten dieser Aufforderung – 331 davon zogen in den Bundestag ein.
Seitdem arbeitet der Verein zu verschiedenen Themen, die sich auf diese Maßnahmenpakete beziehen (z. B. Tempolimit oder Kommunale sektor- und spartenübergreifende Energieleitplanung) oder anders zur Emissionsminderung beitragen (z. B. Wohnraumsuffizienz).

## Aktivitäten
Zu seinen Inhalten und Forderungen ist der Verein auf verschiedene Arten aktiv:
- Regelmäßige öffentliche Webinare mit Experten und Politikern
- Newsletter[8]
- Eigene Untersuchungen (z. B. 2024 zur kommunalen sektor- und spartenübergreifenden Energieleitplanung[9])
- Veröffentlichung von Stellungnahmen und Pressemitteilungen
- Teilnahme an Podiumsdiskussionen, öffentlichen Vorträgen und Fachgesprächen
- Öffentlichkeitsarbeit und Erstellung von Materialien
- Vernetzungs- und Kooperationsarbeit, einschließlich Aufforderungen an Politiker, sich zu positionieren (z. B. zu der Kampagne #AlleFürsTempolimit[10])